# Giulio Cesare Pallavicino

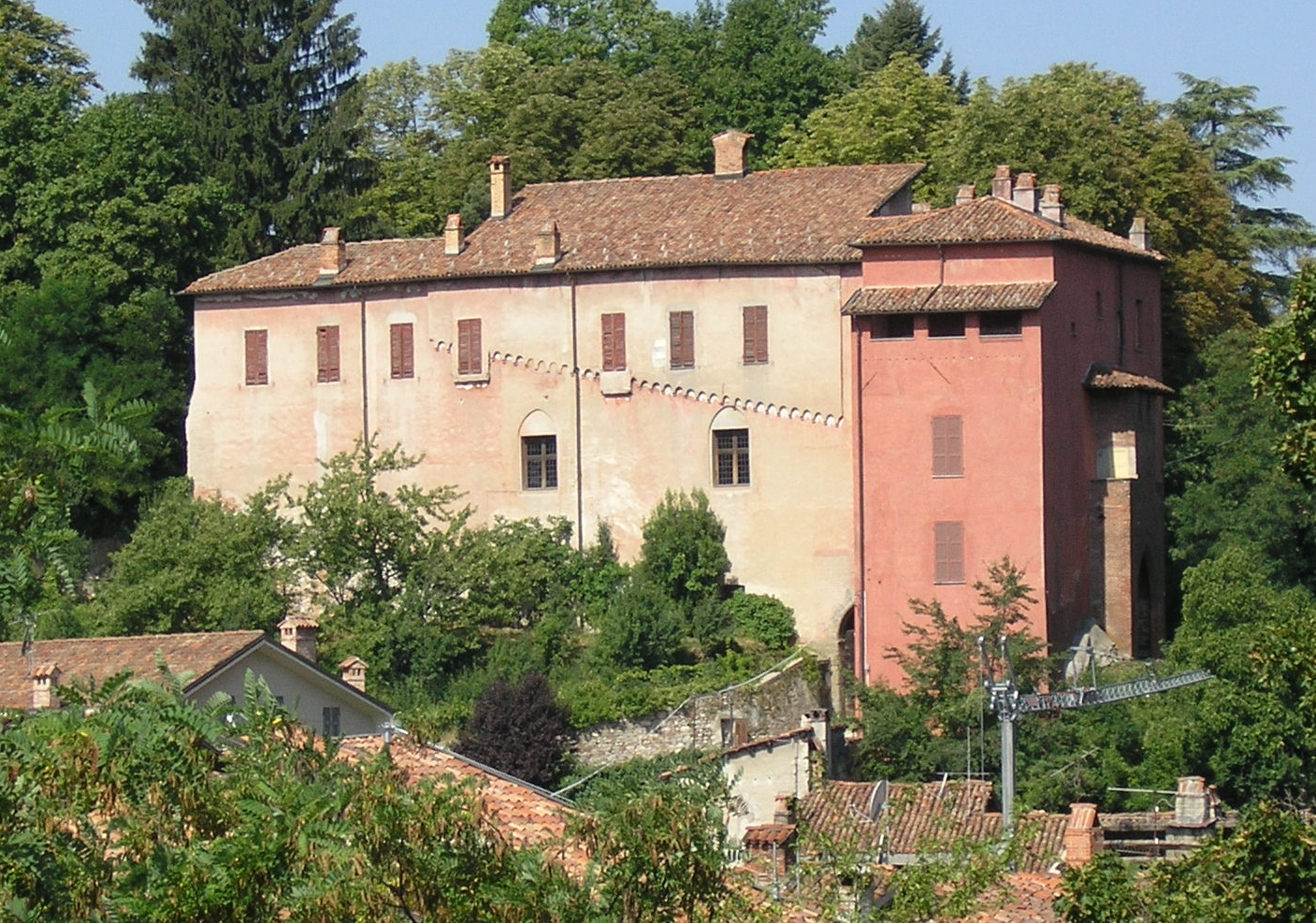
Ceva, Castello Rosso

Giulio Cesare Pallavicino (... – Ceva, 13 dicembre 1568) è stato un militare e politico italiano, capostipite del ramo dei Pallavicino Marchesi di Ceva.

## Biografia
Era figlio di Giannantonio (?-1496) e di Maddalena della Riva.
Fu al servizio dell'imperatore Carlo V, che lo impiegò in diverse guerre. Nel 1530 fu nominato direttore delle poste dalla Contea di Asti, che nel 1531 l'imperatore concesse in feudo a Beatrice del Portogallo e nello stesso anno nominò Giulio Cesare suo gentiluomo di camera. Nel periodo 1547-1561 fu nominato governatore del Marchesato di Ceva, dove eresse il Castello Rosso e nel 1559 fu commissario imperiale di Pontremoli, passando al servizio del duca di Savoia Emanuele Filiberto.
Morì nel 1568.

## Discendenza
Giulio Cesare sposò Nicoletta Stratta ed ebbero nove figli:
- Giacomo Aurelio
- Maddalena
- Chiara Lucia, sposò Carlo di Bonifazio
- Carlo (?-1589), capostipite dei Pallavicino delle Frabose
- Zenobia, sposò Percivalle Valperga
- Paolo Antonio (?-1625), marchese di Ceva e di Priola
- Francesca Caterina, badessa
- Ottavio Cesare (?-1603)
- Gianlodovico (?-1598), vescovo di Saluzzo